# Brottets bana

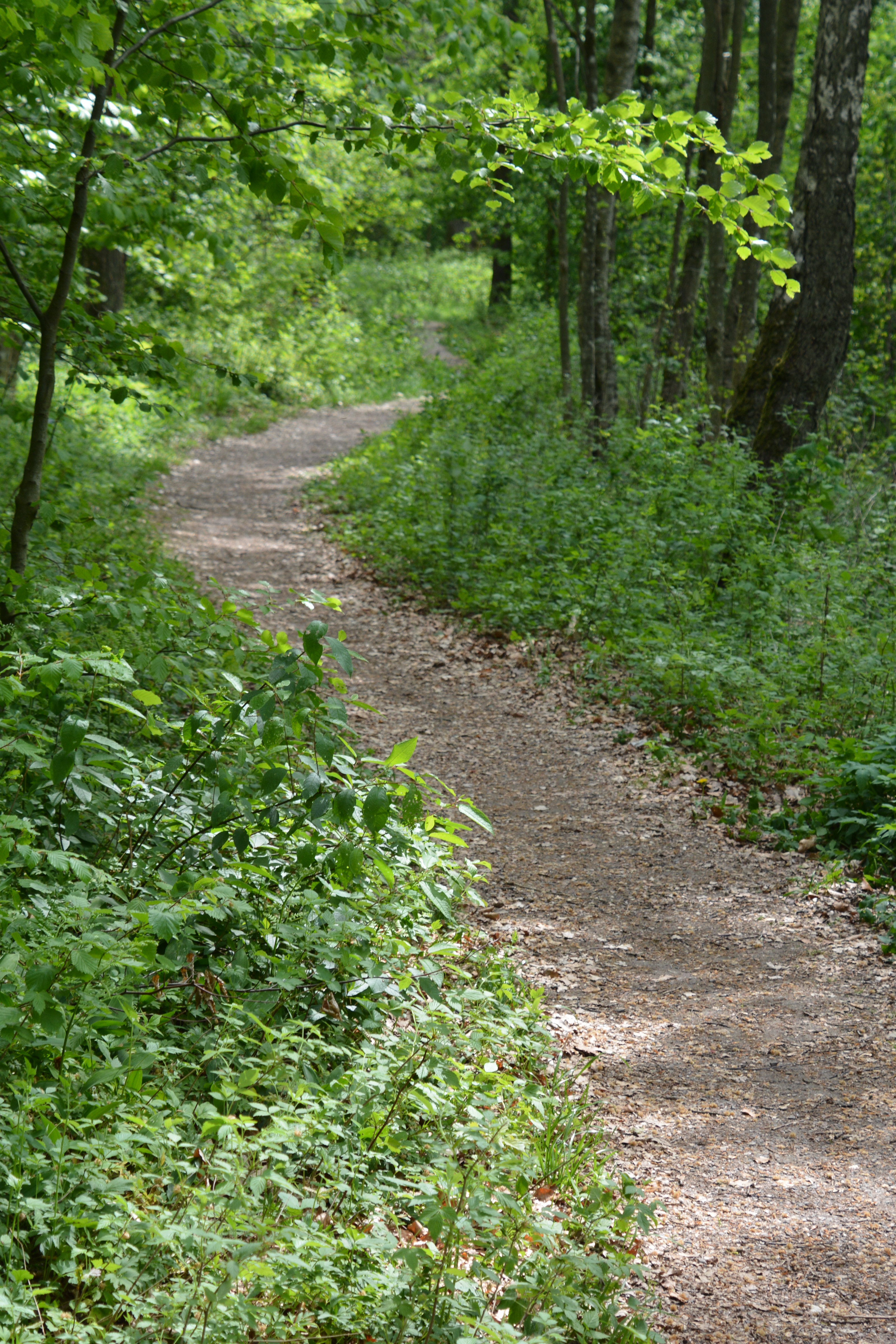
Vandringsleden Brottets bana

Brottets bana var det folkliga namnet på en smalspårig decauvillejärnväg för stentransporter genom Stenskogen i Höör. Den gick några kilometer mellan Höörs järnvägsstation vid Södra stambanan och Stanstorp, strax norr om Västra Ringsjön.
Järnvägen anlades 1905 av AB Ringsjö Stenbrott och drogs från Stanstorpsgravens stenbrott i Stanstorp via Tjuvaröd, Klockarebacken och Nya Torg till Höörs järnvägsstation. Den lades ned 1910, samtidigt med Stanstorpsgravens stenbrott.
Brottets bana är numera en cirka tre kilometer lång vandringsled i Stenskogen, som löper mellan Höörs mölla  och stenbrottet i Stanstorp.

## Bildgalleri

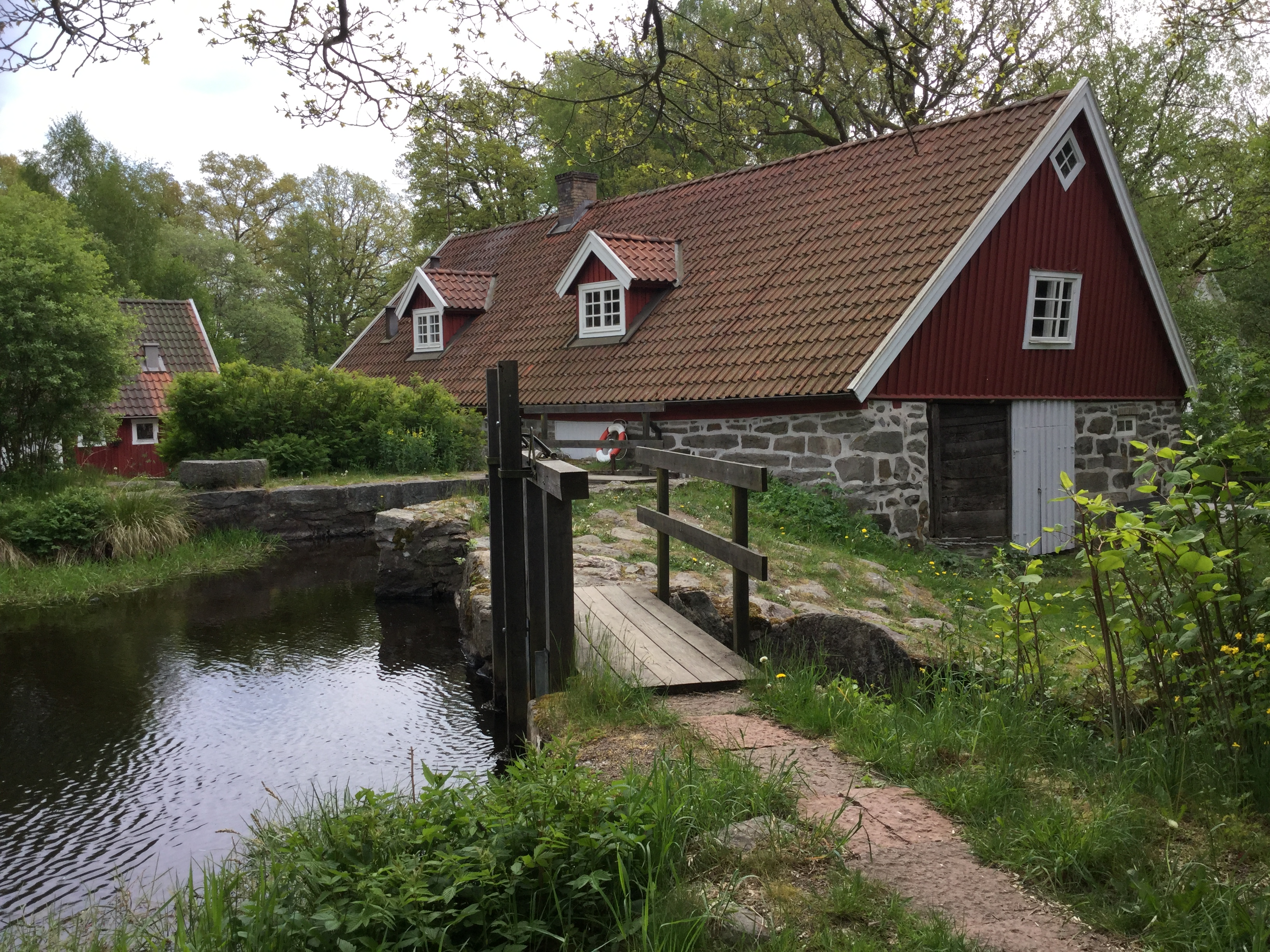
Höörs mölla från dammsidan
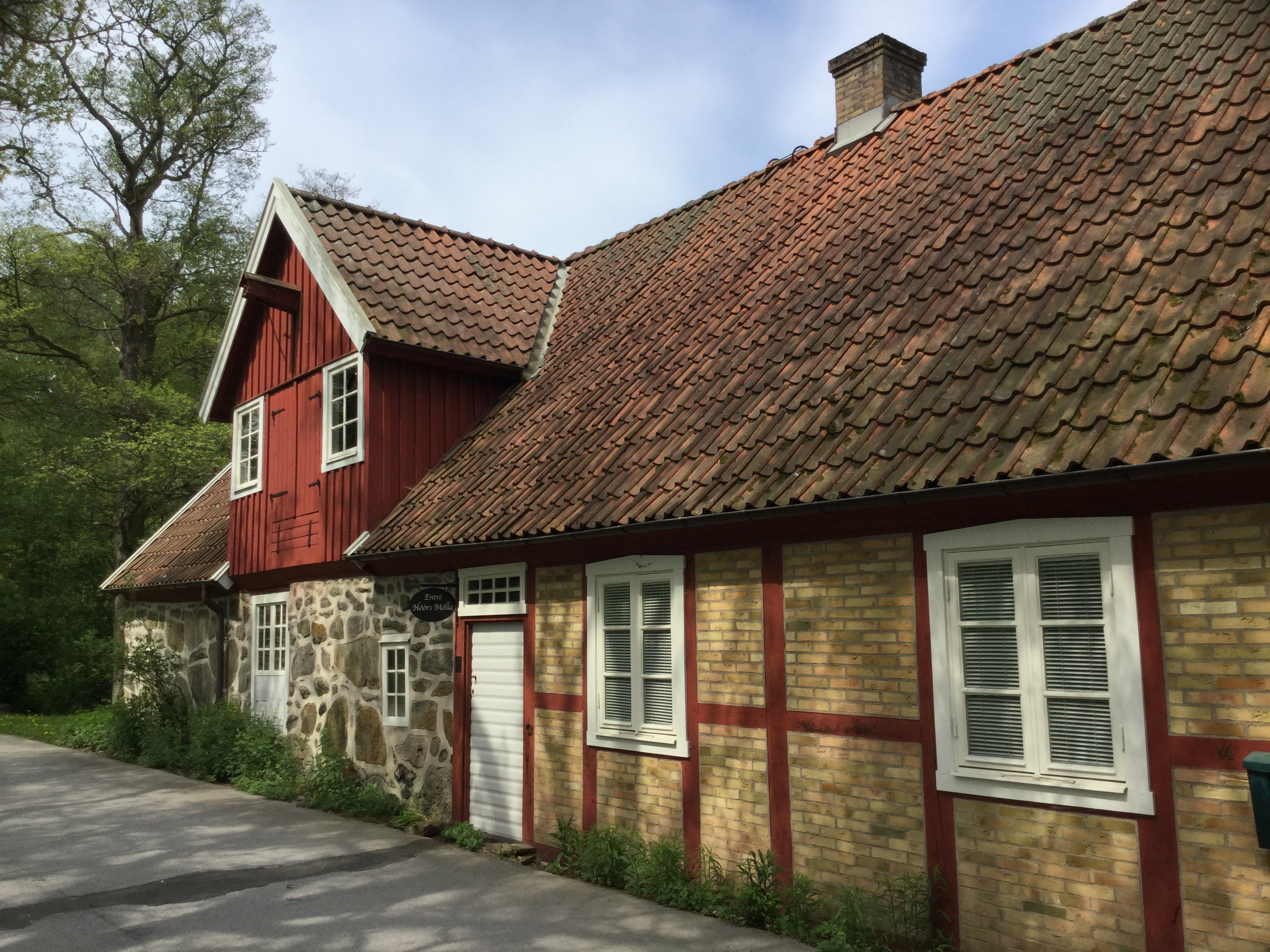
Höörs mölla
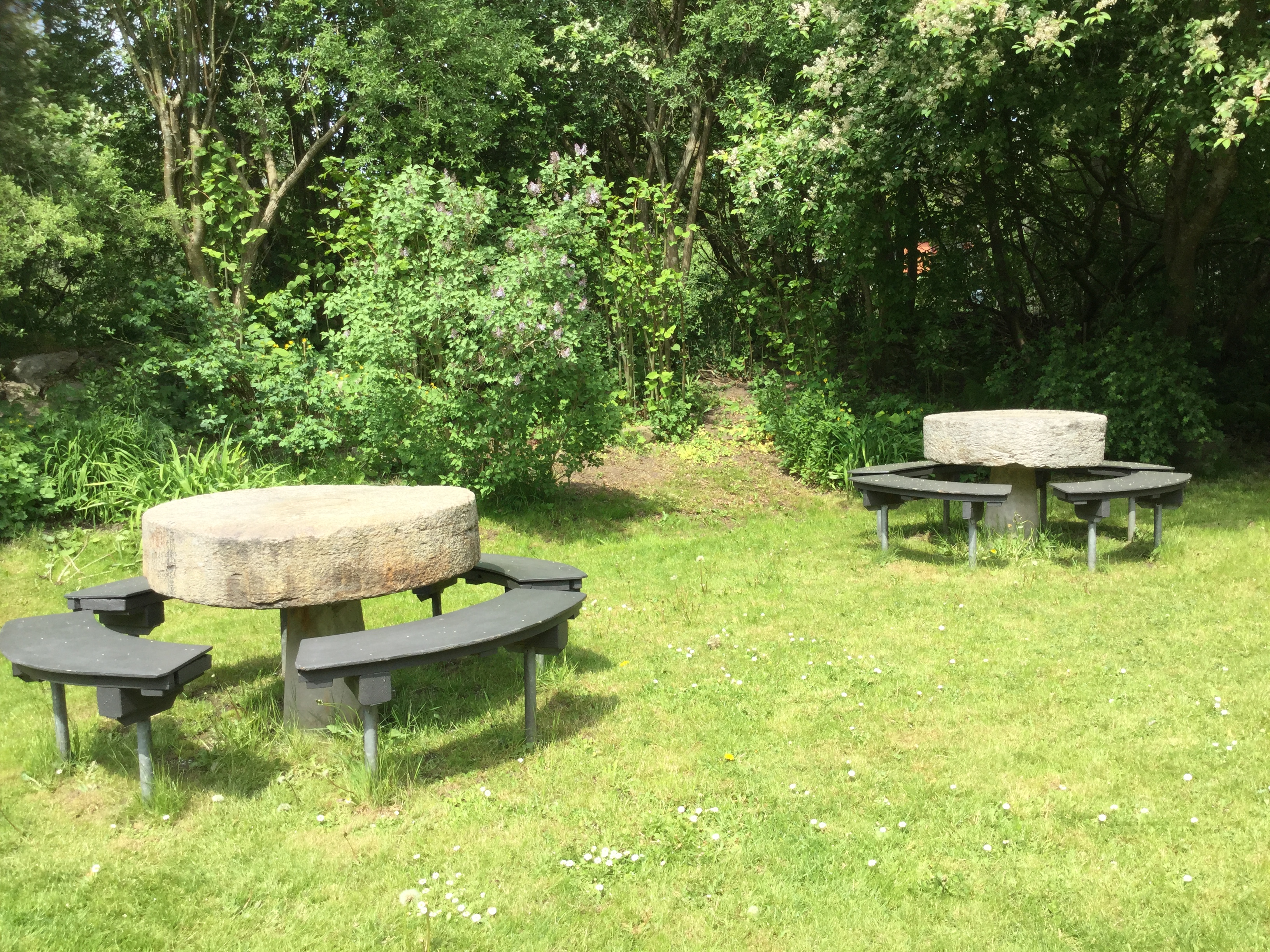
Trädgårdsbord av kvarnstenar i höörsandsten i trädgården till möllarebostaden till Höörs mölla